# Nightmare (evenement)

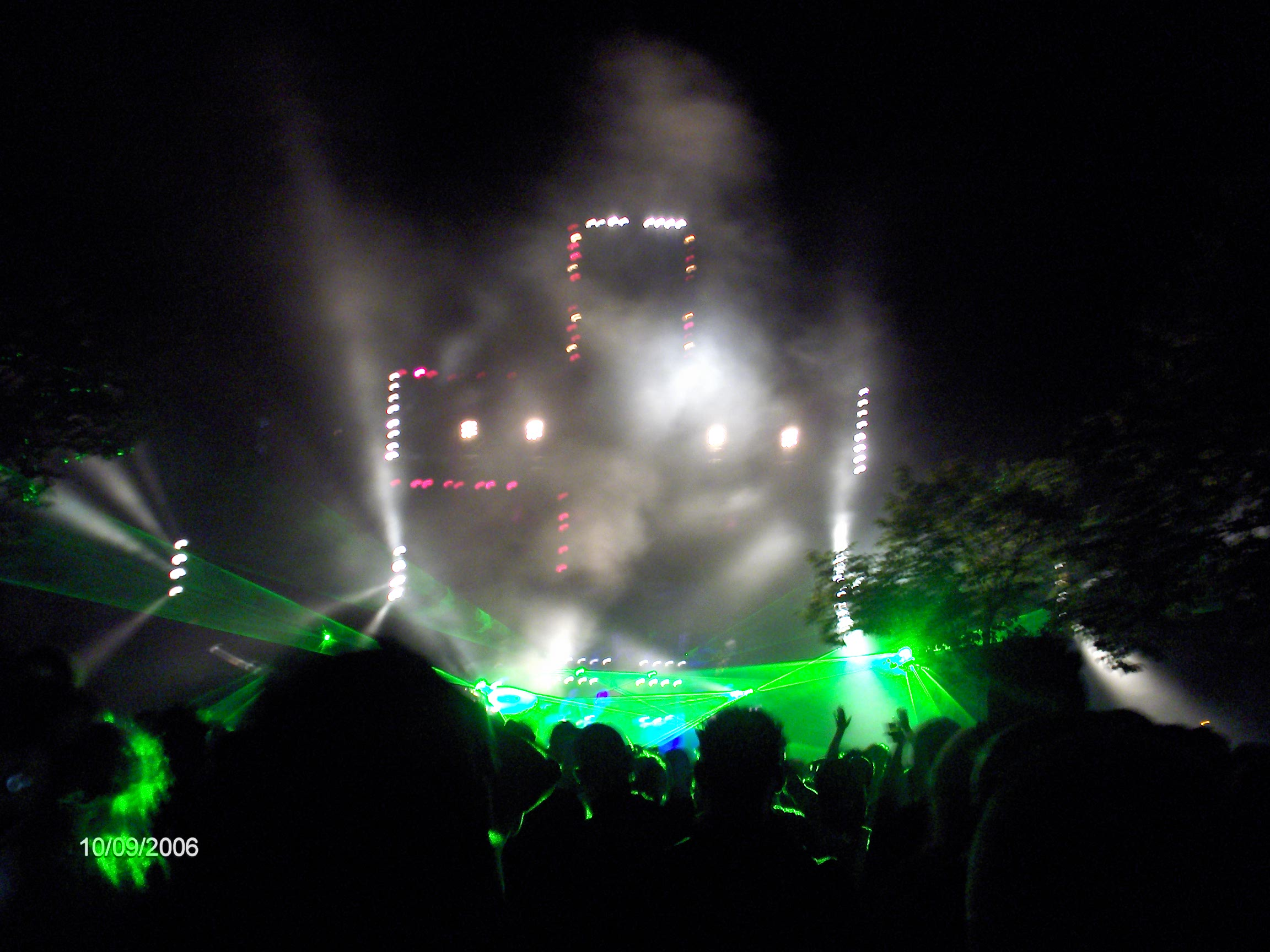
A Nightmare Outdoor 2006

Nightmare (ook wel A Nightmare in Rotterdam) is een grootschalig hardcorefeest. Het festival vindt twee keer per jaar plaats en kent een outdoor en indoor editie. Freddy Krueger (hoofdpersonage uit de film ‘A Nightmare on Elm Street’) is een terugkerend element van het feest.
Nightmare heeft een belangrijke rol gespeeld binnen de hardcoregeschiedenis. Het was een van de eerste grotere feesten waar hardcore werd gedraaid. Op de feesten worden verschillende substijlen van de hardcoremuziek gedraaid. Bekende en minder bekende hardcore-dj’s uit binnen- en buitenland draaien er. De indoor editie biedt ruimte aan 15.000 bezoekers en de outdoor editie aan 20.000 bezoekers. Ahoy Rotterdam is de laatste jaren de locatie voor de indoor-editie. Na een aantal keren gewisseld te hebben van locatie vindt de outdoor-editie sinds 2009 plaats op het evenemententerrein aan de Luttenbergerweg in Hellendoorn. Nightmare trekt veel bezoekers uit het buitenland.

## Geschiedenis
De eerste editie 'A Nightmare At The Park' werd in 1992 gehouden in het Parkzicht, Rotterdam. DJ Rob en DJ Paul (beter bekend als DJ Paul Elstak en destijds werkzaam voor Mid Town Records) draaiden er de eerste hardcoreplaten in Nederland. De nieuwe muziekstijl sloeg gelijk aan en het werd de tegenhanger van mellow, een muziekstijl die vooral rond Rotterdam erg populair was destijds.
Vanwege het succes van de eerste editie kreeg het feest een vervolg, dit keer onder de naam ‘A Nightmare In Rotterdam’ in de Energiehal in Rotterdam. De edities in de Energiehal waren drukbezocht. De Energiehal kreeg als bijnaam ‘de gabbertempel’. Nightmare verkreeg in deze periode naamsbekendheid in binnen- en buitenland. Eind jaren 90 werd de Energiehal door toedoen van de gemeente gesloopt en Nightmare ging verder als ‘Nightmare On Tour’. Tussen 1995 en 2004 zijn er enkele edities georganiseerd in het buitenland die wisselend van succes waren.
Na bijna tien jaar afwezigheid in Nederland kwam Nightmare in 2004 terug met 'The Legend Returns’. Ahoy werd de nieuwe locatie voor Nightmare en UDC Events werd mede-organisator. Na deze editie werd vond Nightmare voortaan twee keer per jaar plaats in de vorm van een indoor- en een outdoor-evenement.
In 2005 werd er ook een outdoor editie georganiseerd, genaamd: ' A Nightmare Outdoor' die op 28 mei in Hoek van Holland op het strand plaatsvond. In 2006 vond dit festival voor de tweede keer plaats maar door problemen met de vergunningen in Hoek van Holland werd dit festival nu gehouden op 9 september op het Recreatieoord Binnenmaas in de Hoeksche Waard, vlak bij Rotterdam. Na afloop van deze editie waren er ook klachten. Deze klachten gingen voornamelijk over de 'brandende' kruizen die ter decoratie op het festival terrein stonden en over de geluidsoverlast.
Sinds 2015 vindt Nightmare plaats in het Silverdome te Zoetermeer met als mede organisator RAAK! Events.
Dit betekende overigens niet dat dit ook meteen de laatste keer was op Binnenmaas. Op 15 september 2007 vond het festival voor de 2e keer plaats op recreatiegebied Binnenmaas. Dit was tevens de laatste keer, want door een resolutie van de gemeente Binnenmaas zullen er nooit meer nachtelijke evenementen worden gehouden op recreatiegebied Binnenmaas, de organisatie moest dus op zoek naar een andere locatie voor dit evenement. In 2009 had de organisatie een nieuwe locatie gevonden: 'Evenemententerrein Luttenberger' in Hellendoorn. Omdat er in 2008 geen Nightmare Outdoor was, hebben ze in mei 2009 extra groot uitgepakt.

## Edities
| Naam Editie                                           | Jaar / Datum      | Locatie/plaats                                 | Line up |
| ----------------------------------------------------- | ----------------- | ---------------------------------------------- | --- |
| Nightmare At The Park                                 | 4 december 1992   | Parkzicht Rotterdam                            | Euromasters, Holy Noise, Ludie, Mac de Hey, Paul, Rob, Sperminator |
| A Nightmare in Rotterdam - Part 1                     | 14 augustus 1993  | Energiehal Rotterdam                           | Darkraver, Dick Dream Your Dreams, Gijs, Gizmo, Lars, Marusha, Miss Djax, Paul Elstak, The Speed Freak, Underground Nation of Rotterdam |
| A Nightmare in Rotterdam – Part 2                     | 11 september 1993 | Energiehal Rotterdam                           | Dano, Darkraver, Gijs, Gizmo, Lars, Mac de Hey, Paul Elstak, Reanimator, Rob, Vitamin, Chosen Few |
| A Nightmare in Rotterdam – Part 3                     | 13 november 1993  | Energiehal Rotterdam                           | BPM, Darkraver, Gijs, Lars, Maurice, Paul Elstak, Reanimator, Rob, Rotterdam Native, Rotterdam Termination Source, Sperminator, Human Resource |
| A Nightmare in Rotterdam – Part 4                     | 19 maart 1994     | Energiehal Rotterdam                           | Charly Lownoise, Franky Jones, Lars, Maurice, Mental Theo, Neophyte, Panic, Paul Elstak, Rob, Rob Gee, Ruffneck, The Nightraver, Underground Nation of Rotterdam |
| A Nightmare in Rotterdam – Nightmare of the Proms     | 4 juni 1994       | Energiehal Rotterdam                           | Darkraver, Darrien Kelly, Gizmo, Lars, Lenny Dee, Maurice, Panic, Paul Elstak, Rob, The Nightraver |
| A Nightmare in Rotterdam – Part 666                   | 10 september 1994 | Energiehal Rotterdam                           | Bountyhunter, Darkraver, Lars, Maurice, Panic, Paul, Scott Brown |
| A Nightmare in Rotterdam                              | 25 februari 1995  | Energiehal Rotterdam                           | Darkraver, Lars, Panic, Paul Elstak, Roger, The Stunned Guys, Vince, ZBD, Damage Inc, Thunderball |
| A Nightmare in Rotterdam                              | 27 mei 1995       | Energiehal Rotterdam                           | Bass-D & King Matthew Demand, Hardsequencer, Lars, Panic, Paul Elstak, Petrov, Rob, Tango & Cash, Trevor |
| A Nightmare in Rotterdam                              | 21 oktober 1995   | Energiehal Rotterdam                           | Darrien Kelly, Lars, Neophyte, Omar Santana, Panic, Paul Elstak, The Stunned Guys, Yves |
| A Nightmare on Tour vs Bass-Rave                      | 13 april 1996     | Rijnhal Arnhem                                 | Area 1: Akira, Darrien Kelly, Isaac, Neophyte, Panic, Paul Elstak, Petrov, Rob, Ruffneck, The Stunned Guys Area 2: Rob, Stanton Area 3: Elke K, Henny V |
| A Nightmare on tour                                   | 21 februari 1997  | Asta Den Haag                                  | Area 1: Dana, Darkraver, Darrien Kelly, Evil Maniax, Gizmo, Isaac, Mr. Chin Area 2: PCP, Rotterdam Termination Source, Stanton, The Viper |
| A Nightmare on Tour                                   | 24 juli 1997      | Colossos Lloret de Mar, Spanje                 | Lars, Neophyte, Paul, MC: Ruffian |
| A Nightmare On Tour – It’s Payback Time!!!            | 26 juli 1997      | Colossos Lloret de Mar, Spanje                 | Lars, Neophyte, Paul, MC: Ruffian |
| Speedrazor vs Nightmare – The Ultimate New Years Rave | 31 december 1997  | Beursgebouw Eindhoven                          | Area 1:Bass-D & King Matthew, Dana, Gizmo, Marshall Masters, Neophyte, Panic, Paul Elstak, PCP, Waxweazle, Yves Area 2: Pavo, Waxweazle |
| A Nightmare in Rotterdam – The Legend Returns         | 28 februari 2004  | Ahoy Rotterdam                                 | Darkraver, Endymion, Evil Activities, Lars, Neophyte, Panic, Paul Elstak, Promo, Rob, Rotterdam Terror Corps, The Stunned Guys, MC: Joe, MC: Ruffian |
| A Nightmare in Rotterdam – Never Sleep Again          | 11 december 2004  | Ahoy Rotterdam                                 | Early Nightmare:Darkraver, Euromasters, Gijs, Neophyte, Panic, Rob & MC Joe, Ruffneck, Scott Brown, The Stunned Guys, Yves, Live: G-Town Madness, MC: Alee Present Nightmare: Art of Fighters, Dazzler, Dione, Endymion, Evil Activities, Masters of Ceremony, Niel, Nosferatu, Omar Santana, Tha Playah, The Viper, Tommyknocker, MC: Ruffian |
| Nightmare Outdoor                                     | 28 mei 2005       | Strand van Hoek van Holland                    | Mainstage - Present Hardcore / Early Rave: Stanton, Franky Jones, The Stunned Guys, Lars, Panic, Paul Elstak, Masters of Ceremony, Promo, Neophyte, Darkraver, Vince, MC: Alee Present Hardcore: X-Ray, Miss Flower, Osiris, T-junction, Dazzler, Tha Playah, Catscan, The Viper, The DJ Producer, Evil Activities, Nosferatu, MC: Ruffian Oldschool:OCD, Da Tekno Warriors, Gijs, Rob & MC Joe, Live: Human Resource, Panic, Lars, Bass-D & King Matthew, MC: TMC Terror / Industrial:Stinger, Lunatic, Miss Hysteria, Mental Wreckage, Vageman, The Vizitor, Live: NoisekickSmurf, Akira, Drokz |
| A Nightmare in Rotterdam – Welcome to Wonderland      | 17 december 2005  | Ahoy Rotterdam                                 | Present Hardcore: Darkvizion, Spete, J.D.A., Ophidian, Endymion, Evil Activities, Neophyte, Tha Playah, Outblast, Paul Elstak, Angerfist, Vince, Claudio Lancinhouse, Jappo, MC: Ruffian Early Hardcore: Rob & MC Joe, Stanton, Waxweazle, Omar Santana, Scott Brown, Bodylotion, Panic, Predator, Darkraver, Gizmo, MC: Alee |
| Nighmare Outdoor                                      | 9 september 2006  | Recreatieoord Binnenmaas Mijnsheerenland       | Main Stage: Bountyhunter, Buzz Fuzz, Rotterdam Terror Corps, Neophyte, The Stunned Guys, Nosferatu, Tommyknocker, Masters of Ceremony, Lenny Dee, Forze DJ Team, MC: Alee Present Hardcore: X-Ray, Niel, D (It), Angerfist, Evil Activities, Panic, D-Passion, Live: Offensive, Tha Playah, Dione, Partyraiser, MC: Mike Redman Old School: Mike Scott, Jor-in, Ricky da Dragon, Stanton, Digital Boy, Rob & MC Joe, Reza, Red Delicious, Eddy, OCD Industrial / Terror: Mental Wreckage, Peaky Pounder, Rude Awakening, Tieum, Manu Le Malin, The Outside Agency, Unexist, Akira Happy Hardcore / Early Rave: The Nightraver, Tango & Cash, Gijs, Bass-X, Brisk, Live: General Noise, Scott Brown, Dazzler, MC: TMC |
| A Nightmare in Rotterdam – Enter the Timemachine      | 16 december 2006  | Ahoy Rotterdam                                 | The Nightmare Area - Main Stage: Darkvizion, DaY-már, Tha Playah, Darrien Kelly, The Stunned Guys, Live: Meccano Twins, Neophyte, The Viper, Mad Dog, Tommyknocker, Live: Evil Activities, Endymion, Nosferatu, Partyraiser, MC: Syco The Energiehal Area - Early Rave: Dazzler, Kristof, Bountyhunter, Berry, Noizer, Lars, Gizmo, Distortion, The Stunned Guys, MC: Alee Oldschool Gangsters Area - Old School: Psyckodj, La Nina, Jor-in, Reza, Ricky da Dragon, Rob & MC Joe, Eddy, OCD, Stanton, Darkraver, MC: MC-B, MC: TMC Enzyme Records Area - Industrial & Hardcore: Mindustries, Weapon X, Live: Sei2ure, Live: Synapse, Endymion, Ruffneck, Petrochemical, The Outside Agency, Live: Ophidian, Nosferatu, Hamunaptra, Nexes, Enzyme X, MC: Apster Deathchant Area - UK Hardcore & Terror: Tugie, Technological Terror Crew, Tieum. Live: I:gor, Unexist, Live: Hellfish, The DJ Producer, Live: Bryan Fury, Axe Gabba Murda Mob |
| A Nightmare Outdoor                                   | 15 september 2007 | Recreatieoord Binnenmaas Mijnsheerenland       | The Nightmare Area - Main Stage: Darkvizion, DaY-már, Tha Playah, Darrien Kelly, The Stunned Guys, Live: Meccano Twins, Neophyte, The Viper, Mad Dog, Tommyknocker, Live: Evil Activities, Endymion, Nosferatu, Partyraiser, MC: Syco The Energiehal Area - Early Rave: Dazzler, Kristof, Bountyhunter, Berry, Noizer, Lars,Gizmo, Distortion, The Stunned Guys, MC: Alee Oldschool Gangsters Area - Old School: Psyckodj, La Nina, Jor-in, Reza, Ricky da Dragon, Rob & MC Joe, Eddy, OCD, Stanton, Darkraver, MC: MC-B, MC: TMC Enzyme Records Area - Industrial & Hardcore: Mindustries, Weapon X, Live: Sei2ure, Live: Synapse, Endymion, Ruffneck, Petrochemical, The Outside Agency, Live: Ophidian, Nosferatu, Hamunaptra, Nexes, Enzyme X, MC: Apster Deathchant Area - UK Hardcore & Terror: Tugie, Technological Terror Crew, Tieum, Live: I:gor, Unexist, Live: Hellfish, The DJ Producer, Live: Bryan Fury, Axe Gabba Murda Mob |
| A Nightmare in Rotterdam – From cradle to grave       | 22 maart 2008     | Ahoy Rotterdam                                 | Grave Area: Elite Forces, Bass, Toxic, Dione, Evil Activities, Live: Noize Suppressor, Endymion, Nosferatu, Ophidian, Live: Masters of Ceremony, Partyraiser, Paul Elstak, Neophyte, Panic, Tha Playah, MC: Ruffian Cradle Area: Reza, Stanton, Rotterdam Termination Source, Tango & Cash, Dr. Z-Vago, Forze DJ Team, Buzz Fuzz, Darkraver, The Viper, Vince, Rob Gee, MC: Alee |
| 15 years of Nightmare                                 | 6 december 2008   | Ahoy Rotterdam                                 | Present Hardcore: Nexes, Prankster, Amnesys, Mad Dog, The Viper, Tommyknocker, Tha Playah, Live: Angerfist, Partyraiser, Promo, Outblast, Neophyte Records Allstars, MC: Ruffian Nightmare Legends: Rotterdam Termination Source, Gijs, Lars, Neophyte, The Stunned Guys, Live: Endymion, Panic, Paul, Live: Evil Activities, Gizmo, Lenny Dee, Gangsta Alliance, Ruffneck, MC: Alee Oldschool Gangsters: Red Delicious, JP, Joe Inferno, Live: Bountyhunter, Rob & MC Joe, Stanton, Franky Dux, OCD, Reza, MC: MC-B Raw Engery By Uhm: D-Ceptor, Newstyler, Kristof, Pita, The DJ Producer, Live: Slavefriese, Mr. Sinister, Triax, Dana, Live: Art of Fighters, Delirium, Vinyl Junk, Stormtrooper, The Speed, Freak, Unexist Area 5: Outrage, Prolaxx, Symastic |
| Nightmare Outdoor – The Last Daylight                 | 16 mei 2009       | Evenemententerrein Luttenberger Hellendoorn    | Main: Outrage, Prolaxx, Ruffneck, Weapon X, The Stunned Guys, Ophidian, Amnesys, Live: Offensive, Live: The Hitmen, Neophyte, Tha Playah, Paul Elstak, Nosferatu, Live: Evil Activities, Unexist, MC: Ruffian Early: Ominous, Sequence, Reza, Stanton, Live: Dr. Macabre, Rotterdam Termination Source, Isaac, The Viper, Live: G-Town Madness, Rob & MC Joe, Marc Acardipane, Live: Bodylotion, Predator, Dano, MC: Alee Present: Emphasis, Inyoung, MC: Static, Panic, D-Passion, Mad Dog, Catscan, Prankster, Live: Terror Traxx, Nexes, Na-Goyah, Dione, Enzyme X, MC: TMC Happy Hardcore: Deaz D, MC: Jeff, The Nightraver, Scott Brown, Forze DJ Team, Dune, MC: Flax 2 da max, Dazzler, Highlander, Dutchman Jack, Noizer Industrial: Project 9: Peaky Pounder: Live: Sei2ure: Live: Synapse, The Relic, Hamunaptra, Live: Moleculez, Mental Wreckage, Mindustries, Live: N-Vitral, Dual Mechanism, The Outside Agency Terror: Digeon, Explicit, Vexer,Toxic, Live: Detest, Live: Tripped, Live: Noisekick, Deathmachine, Goetia, Venom (FR), Live: The Destroyer, Live: Passenger of Shit, Live: Bonehead, Live: Prince ov Darkness, Akira |
| Nightmare                                             | 5 december 2009   | Ahoy Rotterdam                                 | Mainstage: Alex B, Weapon X, Predator, Endymion, Live: Evil Activities, Neophyte, Ruffneck, Live: Angerfist, Outblast, Tommyknocker, Neophyte Records Allstars, MC: Ruffian, Present:Outrage, Prolaxx, Meagashira, Dazzler, Live: Art of Fighters, Nosferatu, Ophidian, Live: Offensive, Live: The Hitmen, Noize Suppressor, Tha Playah, Partyraiser, MC: Alee Early Rave / Oldschool: Rotterdam Termination Source, Omar Santana, Bountyhunter, Yves Deruyter, MC: Joe, Kristof, Rob, Darkraver, The Houseviking, Forze DJ Team, MC: Apster, MC: Chucky |
| Nightmare Outdoor – Lost in the Forest                | 8 mei 2010        | Evenemententerrein Luttenbergerweg Hellendoorn | Soul Asylum: Outrage, Prolaxx, Furyan, Prankster, Na-Goyah, s'Aphira, DaY-már, Mad Dog, Tha Playah, Live: Art of Fighters, Outblast, Promo, Neophyte, Tommyknocker, MC: Ruffian \ Deadman's Tree: Redrum, Dazzler, Kristof, Vince, Partyraiser, Live: Shadowlands Terrorists, Buzz Fuzz, Dano, Paul Elstak, Predator, The Viper, MC: TMC Dark Ruins: Reza, Rotterdam Termination Source, Ricky da Dragon, Norman, Lars, Darkraver, Stanton, Panic, MC: Jeff. Divine Sanctuary Hosted By Enzyme: Miss Twilight, Weapon X, Meagashira, Endymion Live: Ophidian, Ruffneck, Synapse, Nosferatu, Enzyme X, MC: J-B Dungeon Of The Underground Hosted By Uhm: Pita, X-treme, D-Ceptor, Newstyler, Mental Wreckage, Armageddon Project, Live: Matt Green, Amnesys, The Wishmaster, The DJ Producer, Mr. Sinister, Triax, D-Passion, Live: The Speed Freak, Live: Gabba Front Berlin, Live: The Massacre, MC: D-Style Devil's Road: Lonka, Vitamin C, Bex, Nemi, Coreback, Incinerator, Spinello, Live: Innovative, Baba, Nefilem, Liz Rahman, Terrox, Twist, Emphasis, Project 9, MC: Flax 2 da max                                                       |